# Delovnik
Delovnik ali delavnik je oznaka dneva, v katerem je bil določen čas porabljen za delo. Tako na primer "osemurni delavnik" označuje tisti dan, ki je namenil osem ur za opravljanje dela.
Delovnik pomeni tudi število dni, ki so v tednu namenjeni delu. V tem smislu se uporablja na primer izraz "šestdnevni delovnik" za tisti teden, ki je namenil šest dni za opravljanje dela.
V mnogih državah je zakonsko določeno trajanje delovnika in čas počitka. Po navadi se štejejo delovne ure med osmo in šestnajsto, med delovne dneve pa ponedeljek, torek, sreda, četrtek in petek.
delavnik = dan, na katerega delaš delovnik = čas dela oz. delovni čas
Delovni čas ima pomembno vlogo pri usklajevanju posameznikovega življenja med službo in prostim časom, kjer lahko izvaja razne prostočasne aktivnosti. Pogosto imajo posamezniki poleg službe tudi družinsko življenje ter s tem povezane življenjske vloge. Urniki so tako bolj stresni, kar ima velik učinek na psihično blagostanje zaposlenega. Poznamo tri različne urnike dela: izmensko delo, fleksibilen delovni čas ter strnjeni delovni teden.

## Izmensko delo
Pri izmenskem delu razdelimo delovnik na točno določena časovna obdobja. Veliko tovrstnega dela je centrirano na 24-urni cirkadiani cikel ljudi. Človekov cirkadiani ritem budnosti in sna se navadno povezuje s periodami njegove bazalne temperature, ki ima dva vrha in dve dolini, najgloblja dolina je ob približno dveh zjutraj, ko je pripravljenost za delo najmanjša. S pripravljenostjo za delo interferirajo vendarle še druge okolišcine, zato se v praksi ne pokriva povsem z ritmom temperature. Delavci, ki jim je dodeljena izmena v dnevnih urah sledijo cirkadianemu ciklu, medtem ko tisti, katerih izmena vključuje ure teme, delajo ravno nasproti ciklu. Psihologi so odkrili, da imajo motnje cirkadianega cikla posledice na zdravje, izvedbo ter na splošno zadovoljstvo delavcev .
Izmensko delo lahko razdelimo na dve skupini:  fiksni delovni čas in rotacijski delovni čas. Pri fiksnem so delavci dalj časa vezani na točno določeno izmeno. Navadno izmena vključuje dnevno izmeno  (npr. od 7.00 do 15.30), popoldnasko (od 15.00 do 23.30) in nočno izmeno (od 23.30 do 7.00). Pri rotacijskem delovnem času pa delavci krožijo iz izmene v izmeno. Izmene se lahko menjajo zelo hitro (npr.  vsak teden) ali manj pogosto (npr. vsake tri mesece).
Fiksni in rotacijski delovni čas:
| FIKSNI DELOVNI ČAS                                   | ROTACIJSKI DELOVNI ČAS                    |
| ---------------------------------------------------- | ----------------------------------------- |
| delavci so dalj časa vezani na točno določeno izmeno | delavci krožijo iz izmene v izmeno        |
| dnevna izmena, popoldanska in nočna izmena           | izmene se menjajo hitro (npr. vsak teden) |

Raziskovalci so ugotovili, da rotacijsko izmensko delo povzroča več težav kot fiksno izmensko delo .  Rotacijska izmena pogosto vodi do  motenj spanja, ki so kasneje povezane z zdravstvenimi in psihološkimi težavami, kot sta anksioznost in depresivnost. Rotacijske izmene so še posebej težavne za delavce z manj delovne dobe. Biološka ura ni edini izziv s katerim se posamezniki soočijo pri prilagajanju na izmensko delo. Monk, Folkard in Wedderburn  so ugotovili, da lahko dnevne obveznosti, kot so družina, skupnost, aktivnosti v cerkvi itd. vplivajo  na cirkadiani ritem delavcev, ki delajo v nočnih izmenah. Tako izmensko delo vpliva tudi na družbeno, družabno in družinsko življenje posameznika. Izmenski delavci živijo v okolju, kjer večina ljudi dela podnevi. Tako pride do prekinitve socialnih vzorcev, ki vključujejo njihovo družino in družinsko življenje na splošno. Nočni delavci morajo biti aktivni v času, ko bi običajno spali. To povzroči konflikt  med naravnim obrambnim mehanizmom, da človek ponoči ni aktiven in med zahtevami svojega delovnega mesta. Posledice, s katerimi se delavec sooča, so lahko akutne ali kronične. Pojavljajo se lahko individualno in se od delavca do delavca razlikujejo glede na vrsto in intenziteto motenj. Ključna mehanizma individualnih razlik v toleranci izmenskega dela so motnje cirkadianih fizioloških regulacij in restitucija možganskih funkcij. Na toleranco vplivajo tudi različne sposobnosti delavcev v prilagajanju svojega načina življenja na spremenjene pogoje spanja ter izpolnjevanje družinskih in družabnih potreb.
Izmensko delo je prisotno v določenih uslužnostnih dejavnostih, za katere usluge javnost pričakuje, da so jim vedno dostopne. To so: zdravstvena služba, policija, transport, gasilci, elektro podjetja itd. Tako imajo medicinske sestre , delavci v proizvodnji in delavci, ki skrbijo za javno varnost več izmenskega dela kot strokovnjaki, menedžerji ali delavci v pisarnah. Do sedaj so največ preučevali medicinske sestre. Barton  je primerjal med sestrami, ki so izbrale fiksni urnik v nočni izmeni in tistimi, ki so rotirale med izmenami. Tisti ki so dlje časa delali v nočni izmeni, so imeli manj težavah povezanih z zdravjem, spanjem in socialnimi dejavnostmi ali drugimi obveznostmi. Najbolj pomemben razlog, da so se zaposleni odločali za stalno nočno izmeno je bil, da jim je delovnik dovolil bolj enostavno izpolnjevanje družinskih obveznosti ter višje plačilo. Sestre so izboljšale kontrolo in urnik delovnih in izven delovnih obveznosti in vlog. Sestre v rotacijski izmeni so poročale, da je bilo njihovo vsakodnevno življenje moteno vsakič, ko so morale delati popoldansko ali nočno izmeno. Očitno je, da, da so sestre, ki so dalj časa delale nočno izmeno uspele vzpostaviti ravnovesje med delom in izven delovnim časom. Le to niso uspeli vzpostaviti zaposleni, ki so delali v rotacijski izmeni ter v  dnevnih ali popoldanskih izmenah. To je bilo še posebej opazno pri mladih družinah, kjer sta bila oba starša zaposlena.

## Fleksibilen delovni čas in skrčen delovni teden
Predstavili pa vam bomo druge možnosti delovnega časa, ki so bolj fleksibilne kot izmensko delo. Pri fleksibilnem delovnem času in skrčenem delovnem tednu imajo delavci več avtonomije pri oblikovanju svojega delovnika.

### Fleksibilen delovni čas
Delavci lahko sami določajo, kdaj bodo prišli na delovno mesto in kdaj bodo odšli. Fleksibilni delovni čas je manj pogost v tovarnah, ker delo za tekočim trakom ter kontinuiran proces delovnih nalog delavcem onemogočata fleksibilen delovnik  . Ne glede na to, kdaj delavci pridejo na delovno mesto oziroma odidejo, pa morajo še vedno opraviti 40-urni delavnik. V nekaterih podjetjih je določeno, da morajo biti prisotni 8 ur na dan, v drugih pa je pogoj 40 ur na teden. Čeprav imajo delavci avtonomijo pri upravljanju s časom, nekateri raziskovalci ugotavljajo, da v realnosti ni pomembnih razlik. Ronen  je ugotovil, da je bil po tem, ko so bili delavci seznanjeni s fleksibilnim delovnim časom povprečni prihod na delovno mesto 8 minut kasnejši kot prej, povprečni odhod iz delovnega mesta pa 22 minut kasnejši kot prej. Pozitivne strani fleksibilnega delovnega časa so: občutek kontrole nad urnikom in večje ravnovesje med delom in prostim časom.

### Strnjen delovni teden
Strnjen delovni teden dovoljuje delavcu, da dela več kot osem ur na dan in manj kot pet dni v tednu. Najbolj pogost plan je 4/10 plan, kjer delavec naredi 40 urni delavnik v štirih dneh. Ta oblika delovnega časa je zelo pogosta v tovarnah  .

#### Posledice fleksibilnega delovnega časa in skrčenega delovnega tedna
Zadovoljstvo zaposlenih s fleksibilnim delovnim časom in skrčenim delovnim tednom je zelo dobro dokumentirano . Poraja pa se vprašanje, ali so ti delovni urniki povezani s produktivnostjo, izvedbo in absentizem na delovnem mestu. Proces ustvarjanja in vzdrževanja netradicionalnega urnika povzroči nekaj administrativnih stroškov, zato organizacije pogosto dvomijo in želijo dokaze o prednostih. Baltes je s sodelavci  izvedel metaštudijo, kjer je vključil 39 študij vplivov fleksibilnega delovnega časa in skrčenega tedna. Rezultati analize so uporabni za spodbujanje obeh variant oblike delovnega časa. Ugotovili so, da je bil fleksibilen delovni čas povezan z višjo produktivnostjo in nižjim absentizmom, čeprav je bil učinek na absentizem pomembno višji kot učinek na produktivnost. Za strnjen delovni teden so ugotovili, da pri absentizmu ni bilo razlik, izvedba je bila višja (čeprav pri produktivnosti tudi ni bilo razlik).
Baltes je s sodelavci  naredil še nakaj nadaljnih analiz podatkov in ugotovil, da je imel fleksibilen delovni čas majhen učinek na produktivnost, izvedbo in absentizem pri strokovnjakih in menedžerjih kot so računovodje ali vodje prodaje. Ugotovili so, da za ostala delovna mesta programi s fleksibilnim delovnim časom niso tako učinkoviti. Bolje so se izkazale bolj konzervativne oblike razporeditve delovnega časa. Delavci s fleksibilnim delovnim časom bi tako na delovnem mestu težko komunicirali z odsotnimi sodelavci. To je še posebej težavno v organizacijah, kjer prevladuje skupinsko delo. Prav tako so ugotovili, da se učinek fleksibilnega časa zmanjša po začetnem obdobju prilagajanja (po navadi v roku nekaj mesecev), delavci se navadijo novega urnika in tako to postane norma.
Na splošno raziskava nakazuje, da obe obliki delovnega časa – fleksibilen delovni čas in skrajšan delovni teden ponujata prednosti, še posebej pri zadovoljstvu delavcev, brez kakršnihkoli drugih pomanjkljivosti. Vendar pa rezultati kažejo, da ti dve različici nimata enakega učinka na organizacijo. Fleksibilen delovni čas je povezan z nižjim absentizmom, skrčen delovnik pa ne. S fleksibilnim delovnikom se spremeni definicija »zamuditi na delo«, delavec lahko namreč pride dve uri prepozno, prisotnost pa se mu še vedno šteje. V skrčenem delovnem času je »zamujanje« še vedno zamujanje. Mnogi posamezniki v tovarnah  se odločijo, da bodo odsotni (npr. vzamejo bolniški dopust), če ugotovijo, da bodo zamudili. Tako je posledično odsotnost težko spremeniti v takih okoljih. Poleg tega je fleksibilen delovni čas povezan s povečano produktivnostjo, skrčen delovni čas pa ne.
Obe možnosti (fleksibilen delovni čas in skrčen delovni čas) sta povezani z zelenimi trendi v smislu zmanjšanja porabe energije in emisij ogljika. Med naftno krizo sredi 70-ih let so bila številna podjetja, ki so dovolila zaposlenim, da zberejo 10 urni delavnik, 4 dni v tednu, ki je zmanjšal prevoz na delo za 20 % na teden, poleg tega se delavci niso vozili v času prometnih konic. Ta praksa je vedno bolj uporabna. Iz leta 2002 obstaja raziskava, ki so jo izvedli na instututu za Družino in delo , kjer so ugotovili da ima 42 % Ameriških uslužbencev možnost skrčenega delovnega tedna vsaj del časa. Ko so se cene goriva dramatično zvišale je ta odstotek še narasel. Leta 2008 so v zvezni državi Utah zamenjali delovni čas večine delavcev, tako so večino pisarn zaprli v petek, zato, da so prihranili pri prevozu ter stroških, ki so vključevali zdravstvo, klimatske naprave, osvetljavo ter pisarniške stroje.